# سوزان لي ستار
سوزان لي ستار (بالإنجليزية: Susan Leigh Star)‏ هي مؤرخة أمريكية، ولدت في 1954، وتوفيت في 2010.